# 青龙湾国家森林公园
青龙湾国家森林公园，位于中华人民共和国安徽省宣城市宁国市皖南山区东缘。
其属山地湖泊型景区，高峰绝顶建有唐朝白云禅寺，宋朝时亦称之为“铁瓦寺”。此外，青龙湾的秀云岛上建有惠云禅寺，宋朝大惠宗杲即在此僧度。